# 江東区立深川第四中学校
江東区立深川第四中学校（こうとうくりつ ふかがわだいよんちゅうがっこう）は、東京都江東区千石一丁目に所在する区立中学校。

## 概要
1947年に開校。通称は「深川四中」もしくは「四中」。全校生徒数522名（1年159名・2年195名・3年168名、2008年度）。扇橋小学校・川南小学校・東陽小学校からの生徒が多数を占める。

## 沿革
- 1947年4月19日 - 江東区立深川第四中学校として開校。
- 1949年3月23日 - 前校舎（元石島尋常小学校）改修工事完了。
- 1960年5月28日 - 校内放送・電話設備完成。
- 1968年6月17日 - 完全給食開始。
- 1977年3月31日 - 校舎改築第一期工事竣工。
- 1978年3月31日 - 校舎改築第二期工事竣工。
- 1978年10月17日 - 新校舎落成記念式典挙行。
- 1979年3月31日 - プール塀等改修・植樹完了。
- 1991年9月30日 - 校舎大改修工事完了。
- 1991年10月19日 - 江東区連合庭球大会女子団体優勝。
- 1992年7月31日 - プール改築・多自的ホール竣工工事完了。
- 1992年9月4日 - 江東区連合水泳大会男子総合優勝。
- 1992年9月9日 - プール等落成記念式典挙行。
- 2003年4月1日 - 2学期制開始。

## 部活動

### 運動部
- 野球部
- サッカー部
- ソフトボール部(現在廃部)
- ソフトテニス部
- バスケットボール部(男子・女子)
- バレーボール部(男子・女子)
- 陸上競技部
- 水泳部

### 文化部
- 吹奏楽部
- 美術部
- 演劇部
- ホームメイキング部
- 科学部
- 数学研究部

## 交通
- 都営バス
  - 「千石2丁目」徒歩3分
  - 「千石1丁目」徒歩1分

## 著名な卒業生
- 宮部みゆき（小説家）
- 小杉陽太（元プロ野球選手）
- 志村香（元アイドル）
- 上原歩（モデル）
- 純白の天使ラフレシア (迷惑系Youtuber)